# Старый Свержень

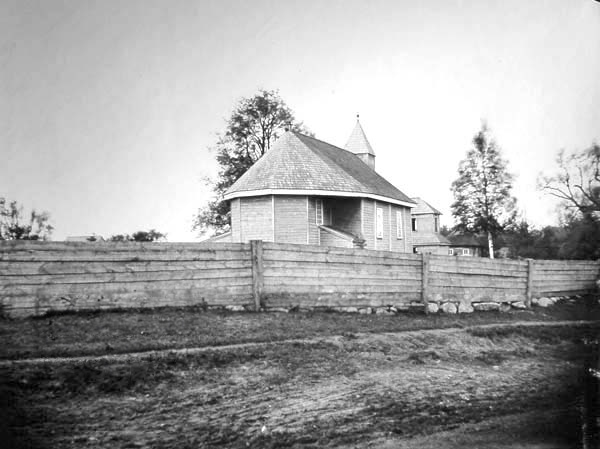
Церковь Рождества Богородицы (не сохранилась). Фото 1910 года

Ста́рый Све́ржень (бел. Стары́ Све́ржань) — агрогородок в Столбцовском районе Минской области Беларуси, центр Старосверженского сельсовета. Население 545 человек (2009).

## География

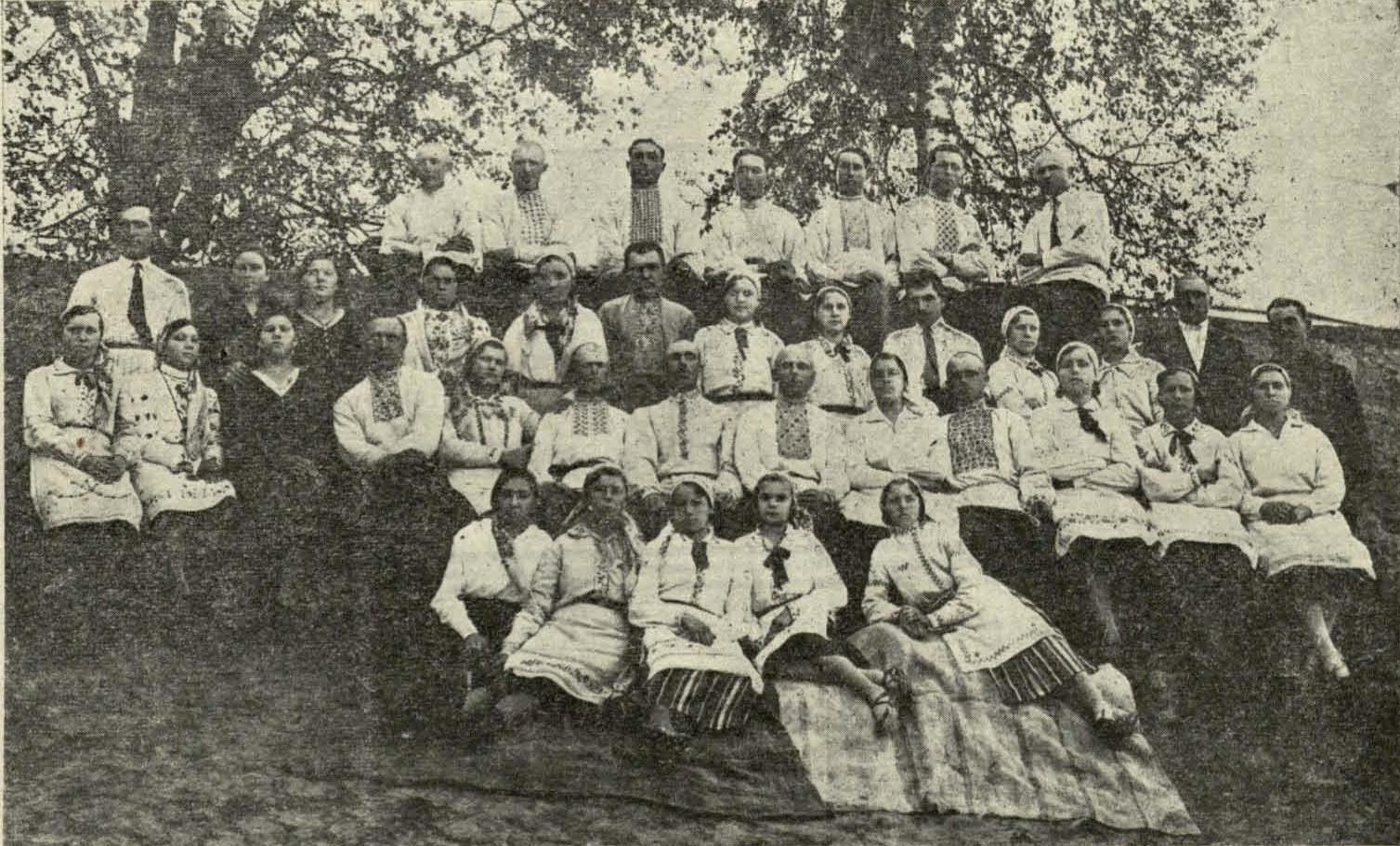
Белорусский хор

Агрогородок находится в 5 км к юго-западу от райцентра, города Столбцы и в 3 км к западу от посёлка Новый Свержень. Местность принадлежит бассейну Немана, по северной окраине агрогородка течёт небольшая река Залужанка, приток Немана, отделяя Старый Свержень от деревень Дрозды и Перетоки. Сам Неман протекает в 2 км к северу от села. Чуть выше Старого Сверженя по течению Залужанки на реке находятся плотина и запруда. Рядом с селом проходит автомагистраль Р2. Ближайшая ж/д станция — в Столбцах (линия Минск — Брест).

## Население

### Численность
- 2009 год — 545 человек

### Динамика
- 1999 год — 666 человек
- 2009 год — 545 человек

## Культура
- Дом культуры

## События и мероприятия
- 2024 год — районный фестиваль "Дожинки"

## Достопримечательности
- Православная церковь Рождества Богородицы (1990-е годы). Построена на месте исторической деревянной церкви с тем же именем.